# ロシア国立総軍事病院
ロシア国立総軍事病院(ロシアこくりつそうぐんじびょういん、ロシア語: ФГВУ Главный военный клинический госпиталь имени академика Н.Н. Бурденко)はモスクワ中央区バスマン地区にある軍病院。ロシア国防省軍医務総局が所管するロシア最大級の軍病院(1550床)であり、ロシア最初の国立医療機関である。毎年、約2万2千人の負傷者と病人が治療を受け、9千件以上の手術が行われる。3500人以上がここで働き、内800人は医師である。病院の基盤は130の医療診断科と研究所、10の講座、インターン制度である。ここでは70人以上の医学博士と44人の教授、170人以上の医学博士候補が働いている。戦場から緊急後送された負傷兵のために病院は手術・蘇生室を持つユニークな病院機「スカーリペリ«Скальпель»」を装備している。そのおかげで第二次チェチェン紛争時、3000を超える負傷兵がここへ搬送された。
分院がモスクワ市内(1号と5号)およびモスクワ州のバラシハ(3号)、セルギエフ・ポサート(7号)にある。

## 沿革
1706年5月25日(新暦6月5日)皇帝ピョートル1世の命によりレフォルトヴォ地区で創設され、ロシア最初の国立医療機関となった。創設時の名称は「軍事病院«Военная Гошпиталь»」である。病院(およびロシア最初の医学校)の創立者はピョートル1世の主治医でもあったオランダ人医師ニコラース・ビドローである。
1707年11月21日(12月2日)に最初の患者を受入れた。1721年、病院は火事で焼失したが1727年に再開(再建)した。

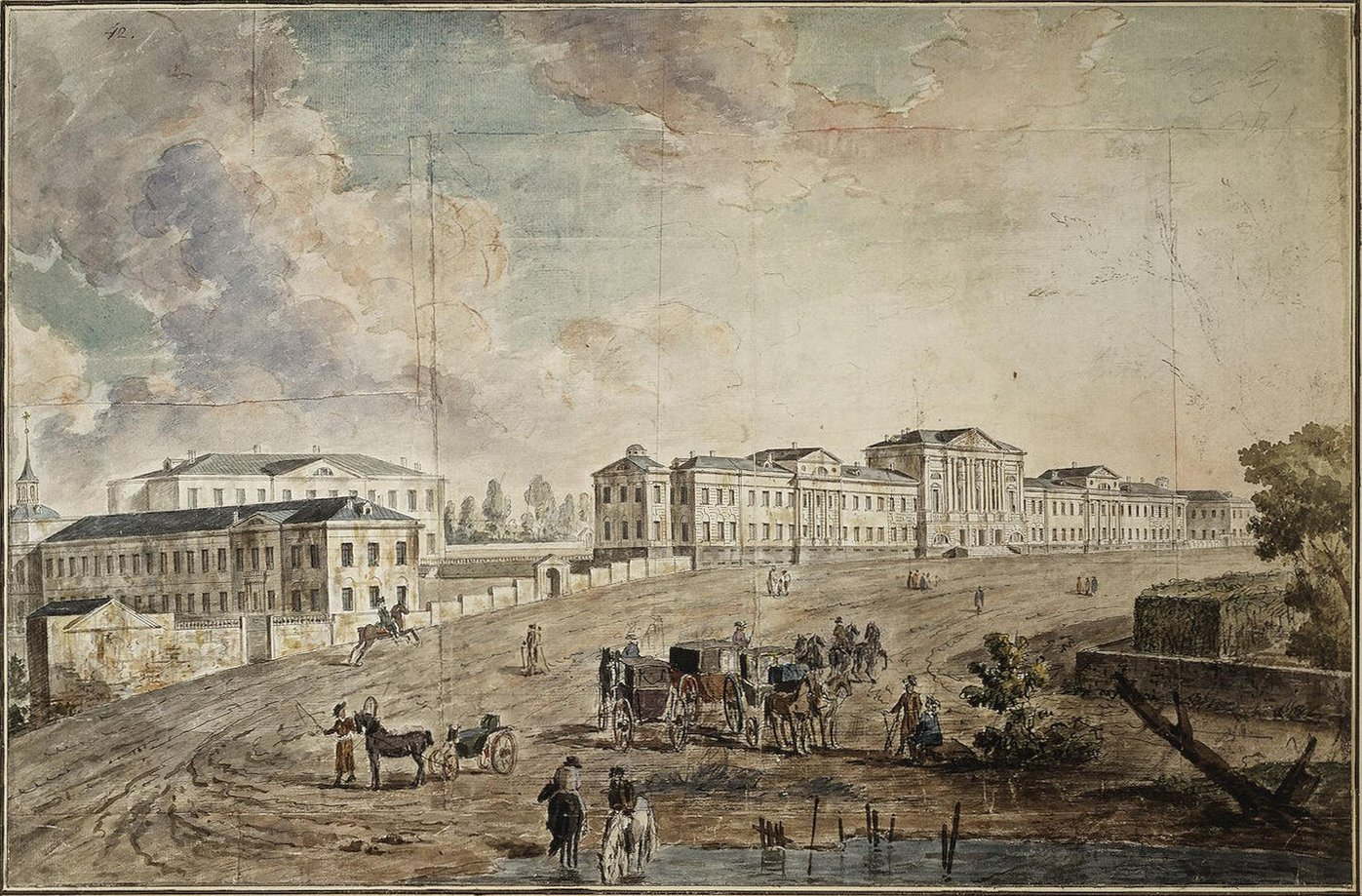
19世紀初頭。フョードル・アレクセーエフ画

今日まで残る病院本館は1798-1802年に建築家イヴァン・エゴートフの設計により建設された。病院では祖国戦争時には1万7千人以上、日露戦争では5万5千人以上、第一次世界大戦時には約40万人の傷病兵を受入れた。第二次世界大戦中、病院は活発な活動を続け、「モスクワ共産主義者軍事病院393号」と名付けられた。病院では200年でおよそ400万人が治療を受けた。1946年、病院名に「アカデミー会員エヌ・エヌ・ブルジェーンコ」が冠された。1968年に労働赤旗勲章、1982年にレーニン勲章が授与されている。